# Îles Vierges des États-Unis aux Jeux olympiques d'hiver de 1992
Les Îles Vierges des États-Unis participent aux Jeux olympiques d'hiver de 1992 à Albertville en France du 8 au 23 février 1992. Il s'agit de leur 2e participation à des Jeux olympiques d'hiver. La délégation est composée de douze athlètes concourants dans trois sports, la porte-drapeau est la lugeuge Anne Abernathy.

## Bobsleigh
| Athlète                                                  | Épreuve      | Course 1      | Course 1 | Course 2      | Course 2 | Course 3      | Course 3 | Course 4      | Course 4 | Total         | Total |
| Athlète                                                  | Épreuve      | Temps         | Rang     | Temps         | Rang     | Temps         | Rang     | Temps         | Rang     | Temps         | Rang  |
| -------------------------------------------------------- | ------------ | ------------- | -------- | ------------- | -------- | ------------- | -------- | ------------- | -------- | ------------- | ----- |
| Bill Neill Sven Petersen                                 | bob à deux   | 1 min 03 s 95 | 45e      | 1 min 04 s 21 | 45e      | 1 min 04 s 32 | 45e      | 1 min 04 s 12 | 45e      | 4 min 16 s 60 | 44e   |
| Daniel Burgner David Entwistle                           | bob à deux   | 1 min 04 s 21 | 46e      | 1 min 04 s 10 | 44e      | 1 min 04 s 12 | 44e      | 1 min 04 s 29 | 46e      | 4 min 16 s 72 | 45e   |
| Daniel Burgner David Entwistle Ernest Mathias Bill Neill | bob à quatre | 1 min 00 s 92 | 29e      | 1 min 01 s 08 | 29e      | -             | -        | -             | -        | DNF           | -     |
| Michael Juhlin Sven Petersen James Withey Paul Zar       | bob à quatre | 1 min 02 s 45 | 31e      | 1 min 02 s 52 | 31e      | 1 min 02 s 73 | 29e      | 1 min 02 s 65 | 29e      | 4 min 10 s 35 | 29e   |

## Luge
| Athlète       | Course 1 | Course 1 | Course 2 | Course 2 | Course 3 | Course 3 | Course 4 | Course 4 | Total          | Total |
| Athlète       | Temps    | Rang     | Temps    | Rang     | Temps    | Rang     | Temps    | Rang     | Temps          | Rang  |
| ------------- | -------- | -------- | -------- | -------- | -------- | -------- | -------- | -------- | -------------- | ----- |
| Kyle Heikkila | 46 s 866 | 27e      | 47 s 170 | 28e      | 48 s 463 | 32e      | 48 s 636 | 31e      | 3 min 11 s 135 | 29e   |

| Athlète        | Course 1 | Course 1 | Course 2 | Course 2 | Course 3 | Course 3 | Course 4 | Course 4 | Total          | Total |
| Athlète        | Temps    | Rang     | Temps    | Rang     | Temps    | Rang     | Temps    | Rang     | Temps          | Rang  |
| -------------- | -------- | -------- | -------- | -------- | -------- | -------- | -------- | -------- | -------------- | ----- |
| Anne Abernathy | 49:201   | 24e      | 48 s 220 | 22e      | 48 s 609 | 23e      | 48 s 312 | 23e      | 3 min 14 s 342 | 23e   |

## Ski alpin
| Athlète       | Épreuve      | Manche 1      | Manche 2      | Total         | Total |
| Athlète       | Épreuve      | Temps         | Temps         | Temps         | Rang  |
| ------------- | ------------ | ------------- | ------------- | ------------- | ----- |
| John Campbell | Slalom       | DNF           | -             | DNF           | -     |
| John Campbell | Slalom géant | 1 min 20 s 68 | 1 min 19 s 35 | 2 min 40 s 03 | 62e   |
| John Campbell | Super-G      | NC            | NC            | 1 min 26 s 83 | 74e   |

| Athlète      | Épreuve      | Manche 1      | Manche 2      | Total         | Total |
| Athlète      | Épreuve      | Temps         | Temps         | Temps         | Rang  |
| ------------ | ------------ | ------------- | ------------- | ------------- | ----- |
| Seba Johnson | Slalom       | 1 min 08 s 65 | 1 min 01 s 11 | 2 min 09 s 76 | 37e   |
| Seba Johnson | Slalom géant | 1 min 23 s 21 | 1 min 27 s 46 | 2 min 50 s 67 | 37e   |